# Вигурівський провулок
Вигу́рівський прову́лок — зниклий провулок, що існував у Дніпровському районі міста Києва, місцевість Микільська слобідка. Пролягав від Каховської вулиці до вулиці Митрополита Андрея Шептицького.

## Історія
Провулок виник у середині XX століття під назвою Нова вулиця. Назву Вигурівський (від села Вигурівщина) провулок набув 1955 року. 
Ліквідований 1978 року у зв'язку зі знесенням старої забудови Микільської слобідки.